# Lítožnice (přírodní památka)
Lítožnice je přírodní památka na území hlavního města Prahy. Předmětem ochrany je soustava rybníků a přilehlých luk, svahy údolí Říčanského potoka, hnízdiště ptactva a celá lokalita jako významný krajinářský prvek.
Přírodní památka Lítožnice je situována na území hlavního města Prahy mezi obcemi Běchovice a Dubeč. Ve východní části se nachází lesní porost tvořený především dubohabřinami, jež se prolínají s nepůvodními dřevinami, jako je smrk (Picea), dub červený (Quercus rubra) a zbytky třešňového a hrušňového sadu. Ve zbylé části území jsou dominantní tři rybníky: Nový, Myslivecký a V Mýtě. Rybníky jsou využívány k extenzivnímu chovu ryb a první dva jmenované také ke sportovnímu rybaření. Územím protéká Říčanský potok, který se posléze stává levým přítokem Rokytky a voda je dále odváděna do povodí Labe.
Z historických pramenů vyplývá, že od roku 1351 až do roku 1506 se na tomto území nacházela vesnice, kostel a tvrz, z níž se dodnes zachovaly pouze zbytky zdi.
Toto území je významnou ptačí lokalitou, i proto mu v roce 1988 byl udělen status přírodní památky. Nachází se zde celá řada biotopů od suchomilných a teplomilných až po mokřadní. K nejvýznamnějším zástupcům obratlovců v této lokalitě jsou řazeni: moták pochop (Circus aeruginosus), potápka roháč (Podiceps cristatus), krahujec obecný (Accipiter nisus), ropucha zelená (Bufo viridis) a z bezobratlých otakárek ovocný (Iphiclides podalirius).
Z flory se zde nalézá krtičník křídlatý (Scrophularia umbrosa) a kosatec žlutý (Iris pseudacorus). Největší riziko pro tuto lokalitu jsou splachy z přilehlých zemědělských pozemků a potenciální ohrožení hrozí i z plánované stavby dálničního obchvatu. Přírodní památka Lítožnice je hojně navštěvovaná rybáři, turisty však nikoliv a to především z důvodu její lokalizace.

## Lokalita
Přírodní památka Lítožnice je situována na území hlavního města Prahy. Nachází se jihozápadně od městské části Praha Běchovice a severovýchodně od městské části Praha Dubeč. Nadmořská výška se pohybuje mezi 230 – 260 m n. m. Rozlohy činí 27,99 ha. Toto území je součástí přírodního parku Říčanka. Východní část se po celé délce svažuje od východu k západu a je pokryta lesním porostem. Rybníky (Nový, Myslivecký, V Mýtě) se nacházejí v severozápadní části území. Jihovýchodní výběžek území zahrnuje potok, který svádí vodu z přilehlých polí. Jihozápadní výběžek zahrnuje Říčanský potok od jeho výtoku z obce Dubeč. Celé území je obklopeno poli.

## Historie

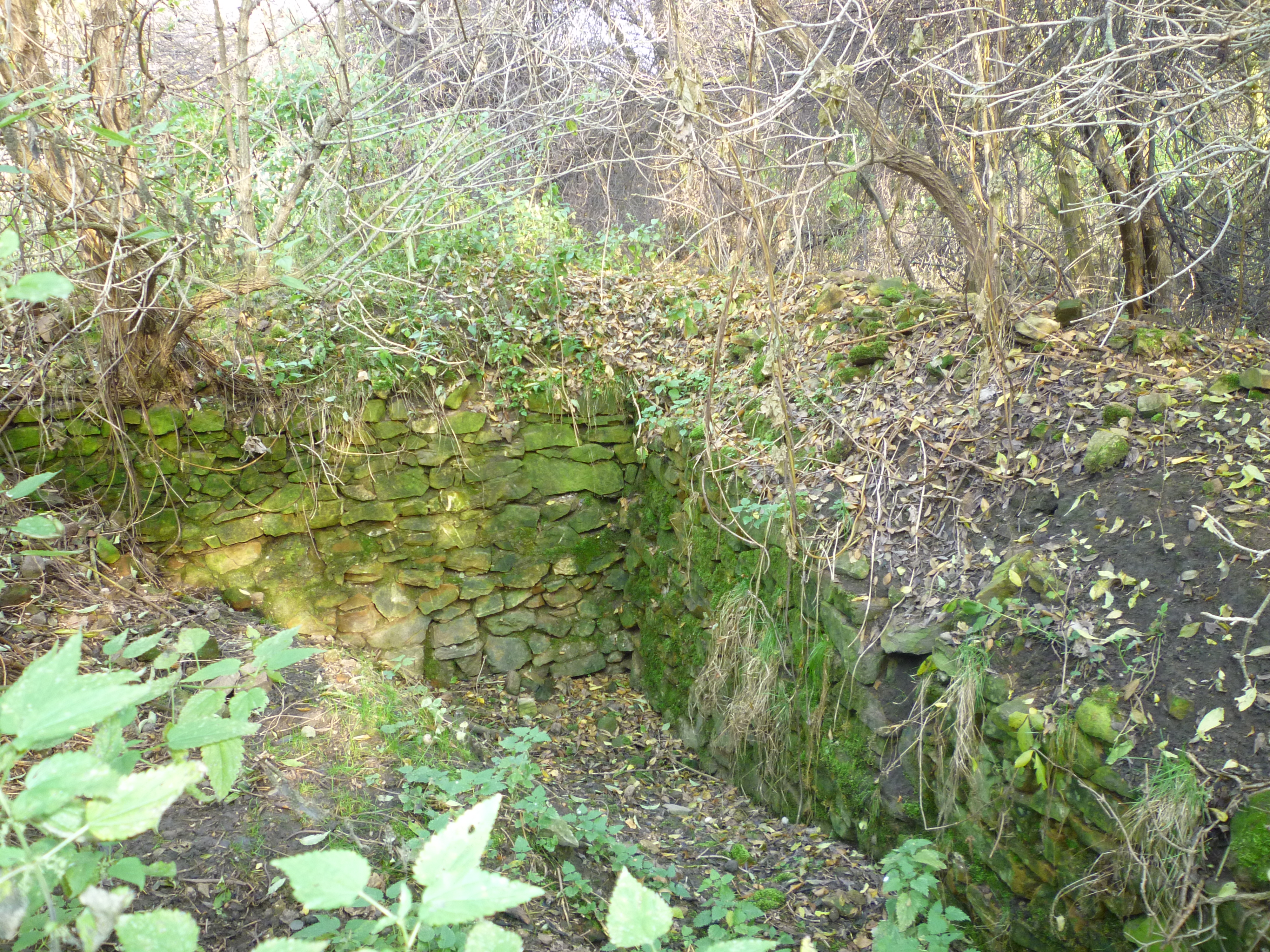
Zbytky obvodové zdi tvrze

Na území dnešní přírodní památky se v minulosti nacházela vesnice, tvrz a kostel sv. Gotharda. Historicky podložená zpráva o vsi Lítožnice se objevuje okolo roku 1351. Tvrz se udává jako opuštěná od roku 1506 a nedlouho poté byla opuštěna i vesnice s kostelem. Dodnes se zachovaly zbytky zdí severovýchodního nároží a sklep tvrze, které můžeme nalézt v severovýchodní části lokality.
V 19. století byla oblast užívána jako bažantnice. V 50. letech 20. století byl původní rybník přebudován a vznikly tři nové rybníky. Tento zásah byl příznivý hlavně pro vodní ptactvo, ovšem ne už tolik příznivý pro nivu, která byla značně poškozena. Avšak rozvojem vegetace okolo vodních ploch, na přilehlých loukách a v bývalých sadech, se zde utvořila skladba různorodých biotopů. Přírodní památkou byla Lítožnice vyhlášena roku 1988.

## Přírodní poměry

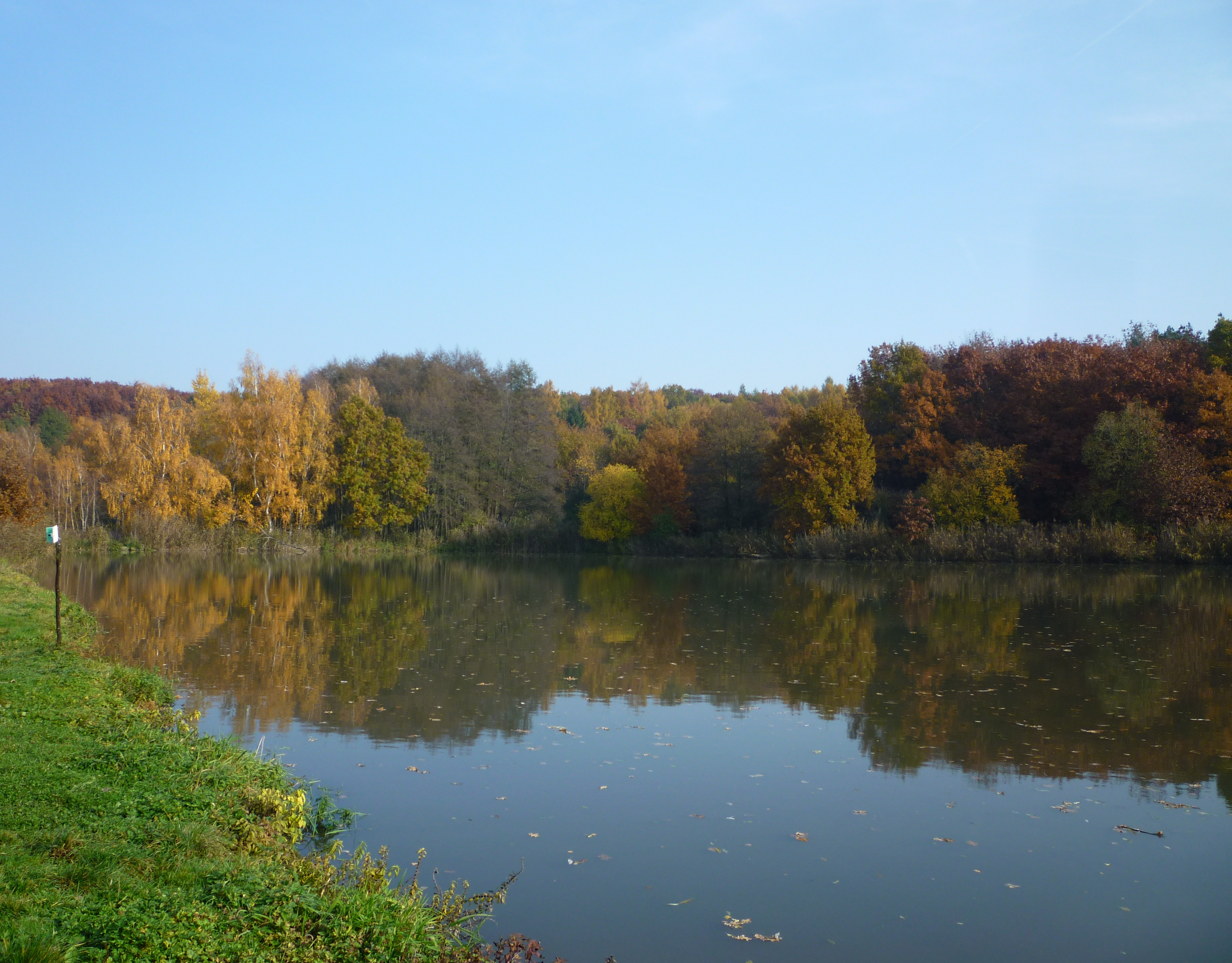
Myslivecký rybník

V geologickém podloží jsou zastoupeny zejména horniny z doby středního ordoviku, které jsou narušeny zlomem. Nad nimi se nalézají svahové hlíny a holocenní náplavy, na kterých jsou hnědé a na podmáčených místech glejové půdy.
Je zde zastoupena celá škála biotopů od xerotermních až po mokřadní.

### Fauna
Včetně běžné fauny tu lze nalézt ochranářsky zajímavé druhy. Do společenstev rybníků se řadí ohrožené druhy, jako jsou batolec duhový (Apatura iris), potápka roháč (Podiceps cristatus), moták pochop (Circus aeruginosus), potápka malá (Tachybaptus ruficollis) a silně ohrožené druhy, jako jsou ropucha zelená (Bufo viridis), skokan štíhlý (Rana dalmatina), ledňáček říční (Alcedo atthis), rákosník velký (Acrocephalus arundinaceus). V přilehlých rákosinách se nacházejí silně ohrožené druhy, mezi které patří skokan štíhlý (Rana dalmatina), čolek obecný (Triturus vulgaris), ropucha obecná (Bufo bufo) a také kriticky ohrožené druhy, jimiž jsou ropucha zelená (Bufo viridis), skokan zelený (Rana esculenta), skokan skřehotavý (Rana ridibunda). Z lesních společenstev nesmí být opomenuti zástupci ohrožených a silně ohrožených ptáků, jimiž jsou moudivláček lužní (Remiz pendulinus) a krahujec obecný (Accipiter nisus). Ohroženým druhem z lučních společenstev je otakárek ovocný (Iphiclides podalirius).

### Flora
K nejvýznamnějším cévnatým rostlinám patří krtičník křídlatý (Scrophularia umbrosa), který patří na červený seznam rostlin jako vzácnější druh vyžadující pozornost (C4a). Dále pak kosatec žlutý (Iris pseudacorus), jež se nachází v pobřežních porostech rákosin a vysokých ostřic. Do společenstva bažinných olšin náleží byliny jako ptačinec velkokvětý (Stellaria holostea), zvonek broskvolistý (Campanula persicifolia), blatouch bahenní (Caltha palustris), karbinec evropský (Lycopus europaeus). V dubohabřinách se vyskytuje brčál menší (Vinca minor).

## Ochrana

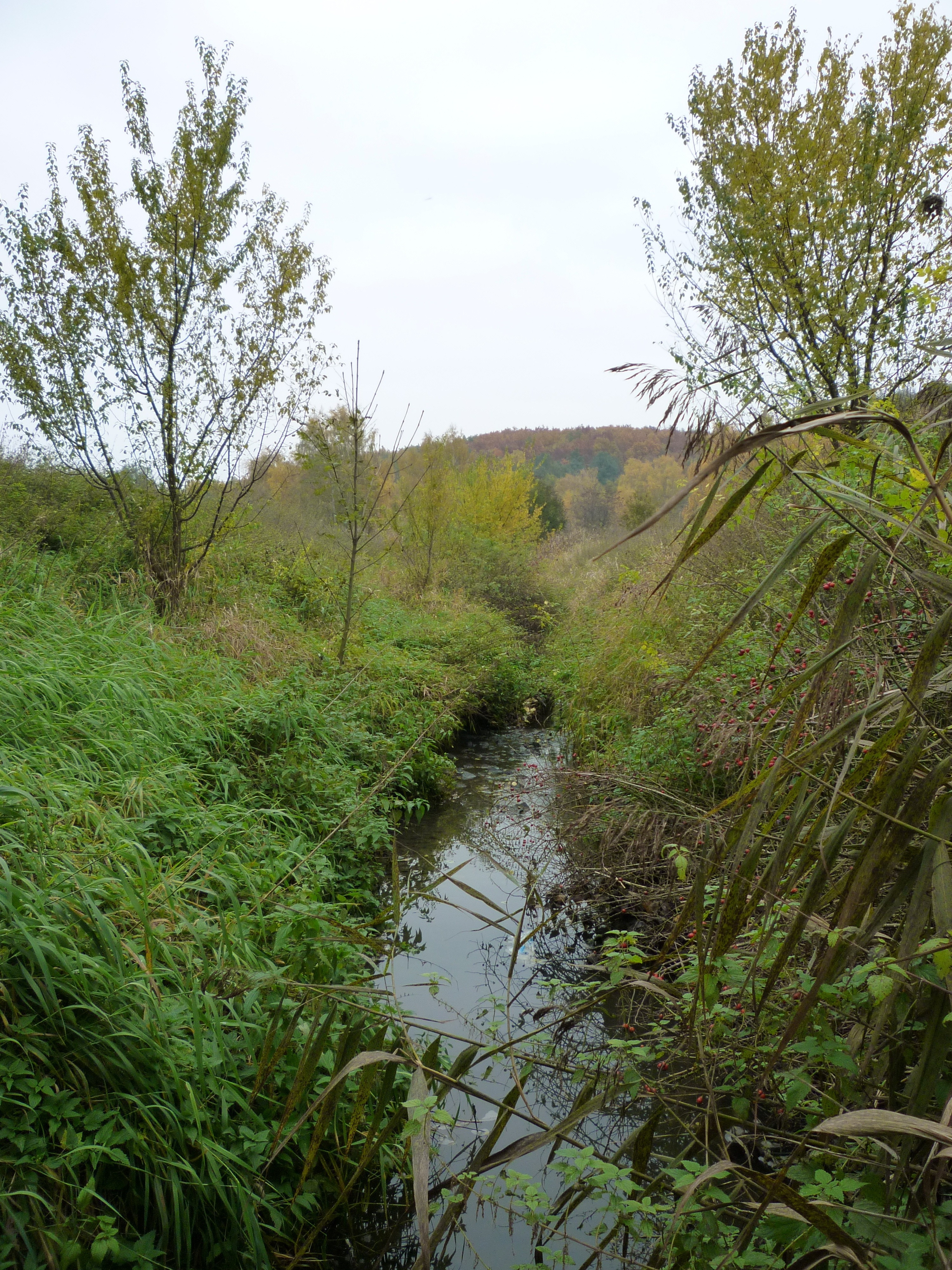
Říčanský potok

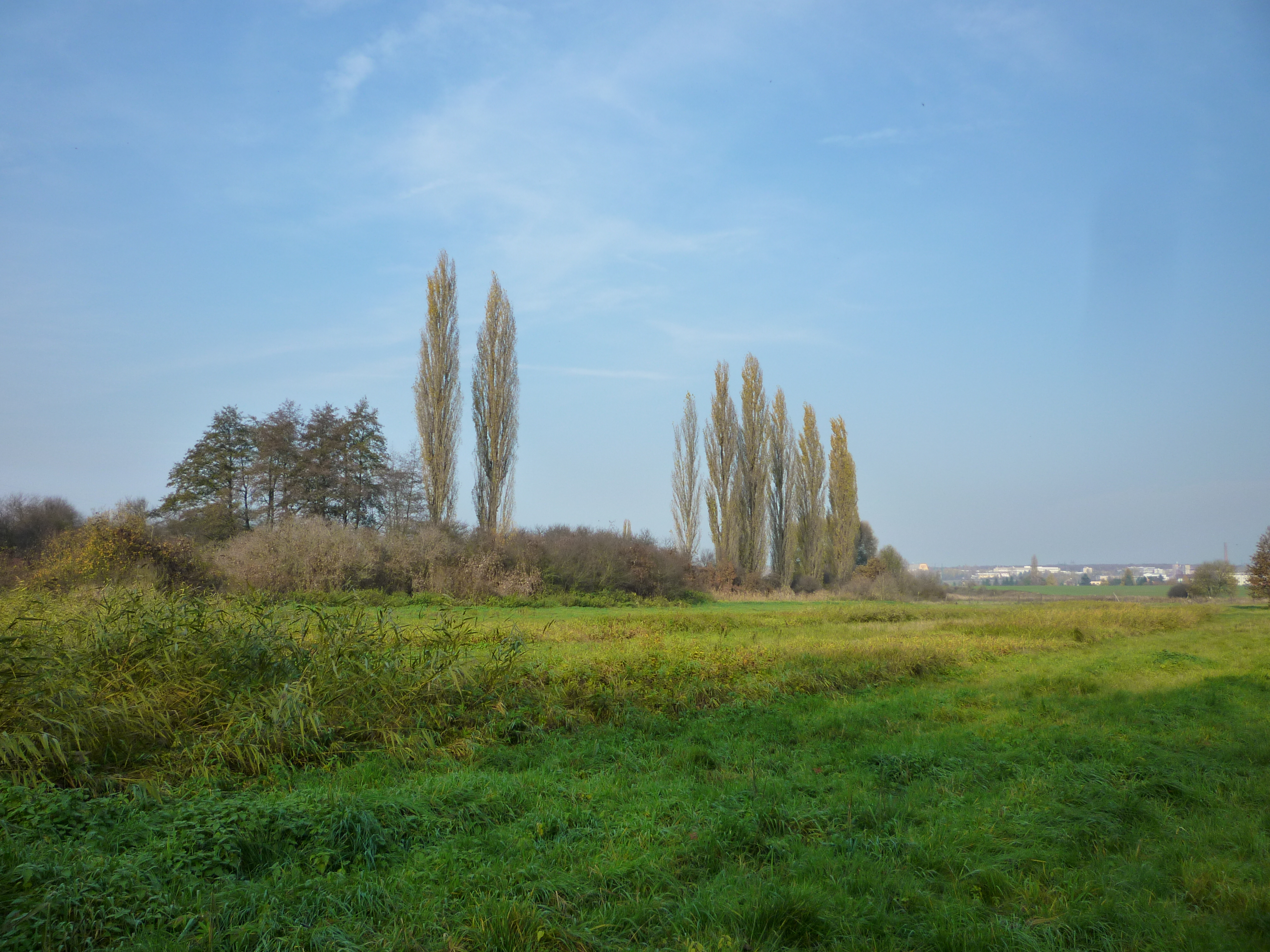
Topoly

Výsledky průzkumu a monitoringu z roku 2007 ukazují, že populace živočichů se udržují a biotopy nepodléhají degradaci.

### Ochranářský management
V rámci ochranářského managementu pravidelně dochází k dvoufázovému kosení luk, jednou za rok v zimním období po částech ke kosení rákosin, k využívání stanovených částí břehů ke sportovnímu rybolovu. Doporučuje se každoroční částečné letnění alespoň jednoho z rybníků a jednou za tři roky snížení rybí obsádky částečně letněného rybníka na 100 ks kapra (K3)/ha pro obnovení pobřežní a submersní vegetace.
Problém odbahnění momentálně[kdy?] není aktuální na Mysliveckém rybníku, ale pokud by bylo odbahnění třeba, je podmínkou vyvézt sediment mimo lokalitu a současně vytvořit pozvolnější břehy. U rybníka Nový je naopak odbahnění nežádoucí, jelikož rybník má velmi příkré břehy. Pouze u rybníka V Mýtě je možné provést odbahnění, avšak do té míry, aby byl zachován pozvolný břeh a rákosí na 1/4 vodní plochy.
Chov ryb je extenzivní. Do rybí obsádky je nejvhodnější lín obecný (Tinca tinca), candát obecný (Sander lucioperca) a štika obecná (Esox lucius). Naopak nedoporučen je amur bílý (Ctenopharyngodon idella) a tolstolobik bílý (Hypophthalmichthys molitrix), protože tyto ryby jsou býložravé a ničily by submersní vegetaci. Pro danou soustavu rybníků je doporučeno vytvořit manipulační řád.
Tato lokalita je ohrožena zvyšováním živin, které jsou přiváděny splachem z přilehlých zemědělských pozemků, lovem vodního ptactva, každoročním vysazováním mláďat kachny divoké pro účely lovu, ač je známo, že její celoplošné vysazování nemůže přispět ke zvýšení počtu jedinců. Potenciální ohrožení hrozí i z plánované stavby dálničního obchvatu, která by byla příčinou zvyšujícího se znečištění vody v Říčanském potoce.

## Turistika
Z pohledu hromadné dopravy lokalita není ideálně dostupná. Nejbližší autobusové stanice jsou v Nových Běchovicích nebo v Dubči. Obě autobusové stanice jsou vzdáleny přibližně 1,5 km od PP Lítožnice a je dobré vědět, že větší část cesty k přírodní památce vede po frekventované silnici. Nejpohodlnější doprava je automobilem, který lze zaparkovat za začátku polní cesty vedoucí k PP Lítožnici. Lokalitou přímo neprochází žádná turisticky značená cesta. Nejbližší turistická cesta je modře značena a vede z Uhříněvsi do Klánovic. Obchází PP Lítožnici ze západní strany, z východní strany ji obchází červeně značená turistická stezka vedoucí taktéž z Uhříněvsi přes Klánovice a končící v Říčanech.